# 高木永二
高木 永二（たかぎ えいじ、1896年12月28日 - 1943年12月14日）は、日本の俳優である。本名高木 英二（たかぎ えいじ）。『大地は微笑む』の主演、『新版大岡政談』、『織田信長』の助演で知られる。

## 人物・来歴
1896年（明治29年）12月28日（12月12日）、兵庫県神戸市に生まれる。
東京に移り、旧制・荏原中学校（現在の日本体育大学荏原高等学校）に入学、同校を卒業し、旧制・早稲田大学予科（現在の早稲田大学高等学院）に進学する。同学予科を終了後の1916年（大正5年）、単身アメリカ合衆国に留学し、1918年（大正7年）に帰国する。1920年（大正9年）、神戸に帰って、ドイツ系資本の高級ホテル「トアホテル」（現存せず、現在跡地に神戸外国倶楽部）に勤務したが、1921年（大正10年）、東京に戻って、松竹蒲田撮影所に入社、満24歳のころから俳優生活を始める。
関東大震災後の1924年（大正13年）4月、日活京都撮影所第二部に移籍、同年5月1日に公開された溝口健二監督の『塵境』、同年6月20日に公開された同じく『七面鳥の行衛』で主演クラスの助演に抜擢され、注目を浴びる。1927年（昭和2年）7月22日に公開された木藤茂監督の『稲妻』では、高木が書いた原作が採用され、主演もこなした。時代劇にも出演し、伊藤大輔の『新版大岡政談』シリーズ（1928年）では蒲生泰軒を演じた。1928年（昭和3年）、女優の秩父かほる(歌舞伎俳優の中村珊瑚郎の三女)と結婚する。1931年(昭和6年)3月1日長男高木英文誕生。長男はその後ピアニスト・作曲家(日本作曲家協会会員)となり、キングレコードよりリリースした「波止場の女」「素寒貧人生」などを手がけた。孫は元松竹女優の野咲めぐみ。
1931年（昭和6年）には、日活太秦撮影所に入社。1932年（昭和7年）2月に奈良に設立された富国映画に移籍、『情熱の波止場』に主演し、『女性ヴァラエテイ』で監督としてデビューしたが、同社が同年6月に解散したため、日活太秦撮影所に再入社、時代劇俳優に完全に転向する。1933年（昭和8年）1月14日に公開された片岡千恵蔵プロダクション製作、伊丹万作監督の『刺青奇偶』では、片岡千恵蔵を相手に最後の賭博勝負をかける鮫の政五郎役、同年6月15日に公開された山中貞雄監督の『盤嶽の一生』では地主佐兵衛役を演じ、健在ぶりを示したという。1934年（昭和9年）には、東京に新設された現代劇のスタジオである日活多摩川撮影所に異動する。
満45歳になり、1942年（昭和17年）3月7日に公開された田口哲監督の『将軍と参謀と兵』（戦後改訂新版『戦争と将軍』）を最後に、出演記録が途絶える。第二次世界大戦終結後の映画の出演歴は無く、『日本映画俳優全集・男優編』（同項の執筆田中純一郎、キネマ旬報社）は以降の消息不明、没年不詳とするが、実際には同年1月27日、戦時統合によって設立した大映に継続入社、日活多摩川撮影所改め大映東京第二撮影所（のちの大映東京撮影所、現在の角川大映撮影所）に所属しているが、1作も出演することなく、『朝日新聞』1943年（昭和18年）12月16日付にて、去る12月14日に動脈硬化症のため、東京府北多摩郡調布町（現在の東京都調布市）の自宅で死去したと報じられている。満46歳没（数え年48歳）。告別式は同年12月18日に自宅で行われた。

## フィルモグラフィ
特筆以外すべてクレジットは「出演」である。公開日の右側には役名、および東京国立近代美術館フィルムセンター（NFC）、マツダ映画社所蔵等の上映用プリントの現存状況についても記す。同センター等に所蔵されていないものは、とくに1940年代以前の作品についてはほぼ現存しないフィルムである。

### 松竹蒲田撮影所
すべて製作は「松竹蒲田撮影所」、配給は「松竹キネマ」、すべてサイレント映画である。
- 『女と海賊』 : 監督野村芳亭、1923年7月1日公開 - 業平権三
- 『実説国定忠治 雁の群』 : 監督野村芳亭、1923年7月27日公開

### 日活京都撮影所第二部

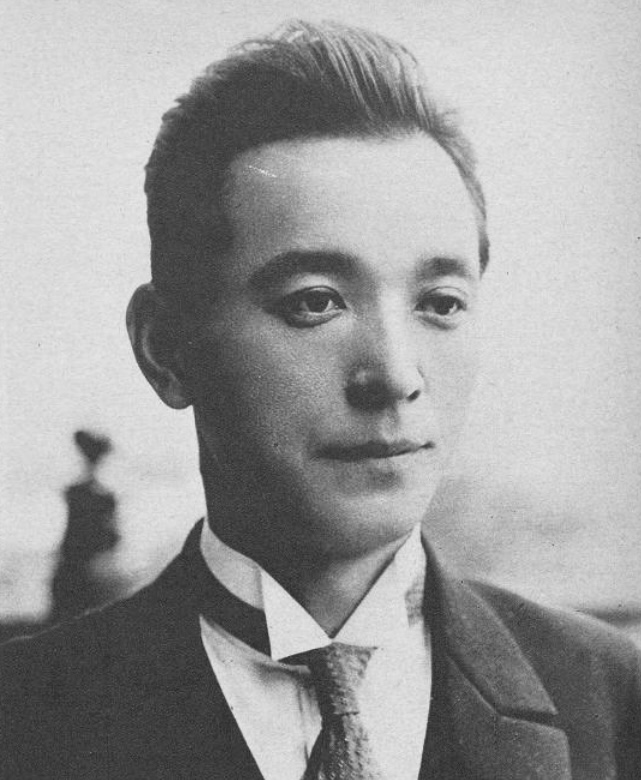
1925年の写真、満29歳。

すべて製作は「日活京都撮影所第二部」（大将軍、現代劇）、配給は「日活」、すべてサイレント映画である。
- 『塵境』 : 監督溝口健二、1924年5月1日公開 - 地主野村仙吉
- 『七面鳥の行衛』 : 監督溝口健二、1924年6月20日公開 - 貧しいロシア人・イヴァン
- 『お澄と母』 : 監督村田実、1924年6月29日公開 - 兄正治
- 『生命浪費』 : 監督大洞元吾、1924年7月15日公開 - 主演
- 『金色夜叉』 : 監督村田実、1924年7月15日公開 - 荒尾譲介
- 『陸の一夜』 : 監督細山喜代松、1924年7月25日公開 - 大井猛
- 『島の哀れ』（『島のあはれ』[8]） : 監督細山喜代松、1924年8月15日公開 - 吉五郎
- 『謎の花婿』 : 監督大洞元吾、1924年8月29日公開 - 原庭貞三
- 『海の鳴る男』 : 監督近藤伊与吉、1924年9月14日公開 - 橘龍作（海水浴場に着き者の不良少年の団長）
- 『運転手栄吉』 : 監督村田実、1924年10月31日公開 - 岡田喜八
- 『箕面心中 恋の笑蝶』 : 監督三枝源次郎、1924年12月24日公開 - 兄仙之助
- 『曲馬団の女王』 : 監督溝口健二、1924年12月31日公開 - 鶴田猛
- 『白鸚鵡夫人』 : 監督三枝源次郎、1925年1月5日公開 - 伊三郎（夏子の情夫）
- 『死生を越へて』 : 監督三枝源次郎、1925年1月30日公開 - 鉄道工夫 重吉
- 『無銭不戦』（ウチエン・プチャン） : 監督溝口健二、1925年2月3日公開 - 偽乞食
- 『大地は微笑む 第一篇』 : 監督溝口健二、1925年4月10日公開 - 村田博士（主演）
- 『大地は微笑む 第二篇』 : 監督若山治、1925年4月17日公開 - 文化大学長 村田博士（主演）
- 『大地は微笑む 第三篇』 : 監督鈴木謙作、1925年4月17日公開 - 村田博士
- 『波荒き日』 : 監督若山治、1925年5月1日公開
- 『白百合は歎く』（『白百合は嘆く』） : 監督溝口健二、1925年6月12日公開 - 破戸漢の仙太（主演）
- 『お雪とお京』 : 監督若山治、1925年9月1日公開 - 主演

### 日活大将軍撮影所
すべて製作は「日活大将軍撮影所」、配給は「日活」、すべてサイレント映画である。
- 『妖怪の棲む家』 : 監督鈴木謙作、1925年9月10日公開 - 火夫A
- 『栄光の丘へ』 : 監督若山治、1925年10月24日公開 - 実業家 横山礼三
- 『小品映画集 睡蓮は悲し』 : 監督楠山律、1925年11月21日公開 - 僧
- 『小品映画集 街のスケッチ』（『小品映画集 街上のスケッチ』） : 監督溝口健二、1925年11月21日公開 - 労働者A
- 『人間 前後篇』 : 監督溝口健二、1925年12月1日公開 - 黒眼鏡の男（六役）
- 『興廃此一戦』（『皇国の興廃此一戦』[8]） : 監督若山治、1925年12月31日公開 - 村の駐在巡査・石川真策
- 『正義万才』（『正義萬歳』[8]） : 監督徳永フランク、1926年1月11日公開 - 無頼漢・原重吉
- 『国境を護る人々』 : 監督若山治、1926年3月11日公開 - 主演
- 『新説己が罪』 : 監督溝口健二、1926年4月1日公開 - 塚口虔三
- 『実録忠臣蔵 天の巻 地の巻 人の巻』 : 監督池田富保、1926年4月1日公開 - 多門伝八郎、『忠臣蔵 人の巻 地の巻』の題で20分尺のみ現存（NFC所蔵[6]）
- 『探偵令嬢』 : 監督楠山律、1926年5月14日公開 - 息子・欣治
- 『日輪 前篇』 : 監督村田実、1926年5月21日公開 - 青木
- 『日輪 後篇』 : 監督村田実、1926年6月4日公開 - 青木
- 『籠の中の鶯』 : 監督徳永フランク、1926年6月11日公開 - 主演
- 『素敵な美人』 : 監督村田実、1926年9月12日公開 - 金持の老爺
- 『海国男児』 : 監督溝口健二、1926年10月14日公開 - 海賊・イルカの権太
- 『新日本島 前後篇』 : 監督阿部豊、1926年12月31日公開 - ドン・カルロス
- 『皇恩』 : 監督溝口健二、1927年2月9日公開 - 息子・陸太郎
- 『黒鷹丸』 : 監督田坂具隆、1927年3月1日公開 - 上海の虎
- 『椿姫』 : 監督村田実、1927年5月1日公開 - 春男の父
- 『稲妻』 : 監督木藤茂、1927年7月22日公開 - 原作・出演（馬者屋の主人真吉・主演）
- 『生還』 : 監督木藤茂、1927年8月24日公開 - 水力電気技師・山口（主演）
- 『増補改訂忠臣蔵 天の巻 地の巻 人の巻』 : 監督池田富保、1927年9月1日公開 - 多門伝八郎
- 『慈悲心鳥』 : 監督溝口健二、1927年9月15日公開 - 国政会総裁・岡崎

### 日活太秦撮影所

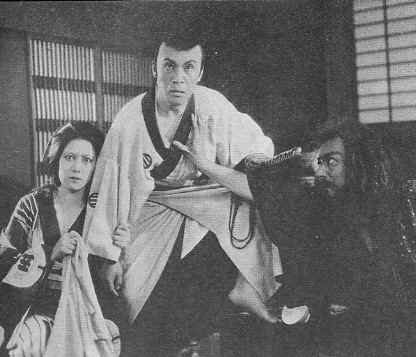
『新版大岡政談』（1928年）のスチル写真。左から伏見直江、大河内傳次郎、高木永二。

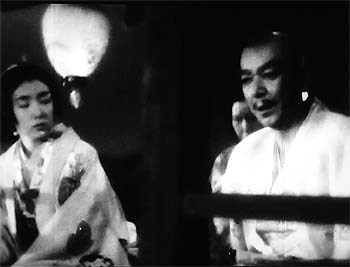
『織田信長』（1940年）のスチル写真。左が宮城千賀子、右が高木永二。

特筆以外すべて製作は「日活太秦撮影所」、すべて配給は「日活」、すべてサイレント映画である。
- 『建国史 尊王攘夷』 : 監督池田富保、1927年10月1日公開 - 長野主計、120分尺で現存（日本名作劇場DVD化）
- 『神文』 : 監督辻吉郎、1927年10月21日公開 - 怪僧坤演阿闇梨
- 『鉄路の狼』 : 監督東坊城恭長、1927年11月3日公開 - 黒龍江のベン
- 『坂本龍馬』 : 監督清瀬英次郎、1928年1月7日公開 - 佐々木只三郎
- 『人の一生 第二篇 浮世は辛いねの巻』 : 監督溝口健二、1928年3月1日公開
- 『続水戸黄門』 : 監督池田富保、1928年4月15日公開 - 無頼漢常五郎
- 『新版大岡政談 第一篇』 : 監督伊藤大輔、1928年5月31日公開 - 蒲生泰軒
- 『新版大岡政談 第二篇』 : 監督伊藤大輔、1928年6月8日公開 - 蒲生泰軒
- 『新日本の健児』[8]（『新日本の謙児』[4]） : 監督三枝源次郎、製作日活大将軍撮影所、1928年6月22日公開 - 蒙古の王様
- 『大学選手』 : 監督浅岡信夫、1928年7月6日公開 - 岩村
- 『新版大岡政談 第三篇 解決篇』 : 監督伊藤大輔、1928年8月17日公開 - 蒲生泰軒
- 『維新の京洛 竜の巻 虎の巻』 : 監督池田富保、1928年9月27日公開 - 芹沢鴨
- 『光』 : 監督内田吐夢、製作日活大将軍撮影所、1928年10月19日公開 - 飯場頭・松源
- 『激流 前篇』 : 監督村田実、製作日活大将軍撮影所、1928年11月1日公開 - 千島恭太郎（主演）
- 『激流 後篇』 : 監督村田実、製作日活大将軍撮影所、1928年11月9日公開 - 千島恭太郎（主演）
- 『奮戦王』 : 監督浅岡信夫、製作日活大将軍撮影所、1928年12月31日公開 - 正木製薬社長
- 『日本橋』 : 監督溝口健二、1929年2月1日公開 - 五十嵐伝吾
- 『英傑秀吉』 : 監督池田富保、1929年3月31日公開 - 上島主水
- 『生ける人形』 : 監督内田吐夢、1929年4月19日公開 - 青原代議士
- 『東京行進曲』 : 監督溝口健二、1929年5月31日公開 - その父（富豪）、22分尺のみ現存（NFC所蔵[6]）
- 『日活行進曲 田園篇』 : 監督伊奈精一、1929年7月7日公開 - 胴慾者・剛吉
- 『血煙荒神山』（『血煙り荒神山』[8]） : 監督辻吉郎、1929年7月13日公開 - 大政、10分の断片のみ現存（NFC所蔵[6]）
- 『蒼白き薔薇』 : 監督阿部豊、1929年9月15日公開 - 渡辺啓蔵
- 『修羅城 水星篇 火星篇』 : 監督池田富保、1929年10月1日公開 - 根津勘八
- 『摩天楼 争闘篇』 : 監督村田実、1929年10月17日公開 - 矢吹郷介
- 『都会交響楽』 : 監督溝口健二、1929年11月29日公開 - 藤井金之助
- 『剣を越えて』 : 監督渡辺邦男、1930年3月7日公開 - 宮部鼎蔵
- 『元禄快挙 大忠臣蔵 天変の巻 地動の巻』 : 監督池田富保、1930年4月1日公開 - 清水一角、1分の断片のみが現存（NFC所蔵[6]）
- 『撃滅』 : 監督小笠原明峰、応援監督長倉祐孝、1930年4月15日公開 - 伊藤軍令部長
- 『続大岡政談 魔像篇第一』 : 監督伊藤大輔、1930年5月15日公開 - 村井長庵
- 『女性讃』 : 監督阿部豊、1930年5月29日公開 - 荒木
- 『唐人お吉』 : 監督溝口健二、1930年7月1日公開 - 阿部伊勢守、4分の断片のみが現存（マツダ映画社所蔵・DVD化[10]）
- 『この太陽 第一篇』（『この太陽 第一篇 蘭子の巻』[8]） : 監督村田実、1930年9月12日公開 - 中根謙介
- 『この太陽 第二 多美枝の巻』（『この太陽 第二篇 多美枝の巻』[8]） : 監督村田実、1930年9月19日公開 - 中根謙介
- 『この太陽 第三篇』（『この太陽 第三篇 暁子の巻』[8]） : 監督村田実、1930年9月26日公開 - 中根謙介
- 『御存知源氏小僧』 : 監督伊丹万作、製作片岡千恵蔵プロダクション、1931年1月15日公開 - 力石備後（家老備後守[8]）
- 『日本嬢』（ミスニッポン） : 監督内田吐夢、1931年4月23日公開 - 富田
- 『かんかん虫は唄ふ』 : 監督田坂具隆、1931年5月8日公開 - 石炭成金高瀬理平
- 『花火』 : 監督伊丹万作、製作片岡千恵蔵プロダクション、1931年8月26日公開 - 安藤嘉平次
- 『少年選手』 : 監督徳永フランク、1931年9月3日公開
- 『海のない港 前篇・後篇』 : 監督村田実、1931年9月16日公開 - 橋口富美子の夫・剛二
- 『続大岡政談 魔像解決篇』 : 監督伊藤大輔、1931年10月14日公開 - 村井長庵・蒲生泰軒（二役）
- 『恋の長銃』（スナイドル） : 監督長倉祐孝、1931年12月4日公開 - 黒沼軍之進
- 『仇討選手』 : 監督内田吐夢、1931年12月18日公開 - 家老職

### 富国映画
すべて製作・配給ともに「富国映画」、すべてサイレント映画である。
- 『安政大獄』 : 監督山口哲平・千葉泰樹、1932年製作・公開
- 『情熱の波止場』 : 監督竹内俊一、1932年製作・公開 - 主演
- 『嘆きの女間諜』 : 監督仁科熊彦、1932年製作・公開 - 主演
- 『女性ヴァラエテイ』 : 主演清水俊作・北村純一、1932年製作・公開 - 監督

### 日活太秦撮影所
特筆以外すべて製作は「日活太秦撮影所」、すべて配給は「日活」、すべてサイレント映画である。
- 『煩悩秘文書 流星篇』 : 監督渡辺邦男、1932年12月1日公開 - 江上佐助（夜盗）
- 『煩悩秘文書 剣光篇』 : 監督渡辺邦男、1932年12月31日公開 - 江上佐助（夜盗）
- 『煩悩秘文書 解脱篇』 : 監督渡辺邦男、1933年1月5日公開 - 江上佐助（夜盗）
- 『刺青奇偶』 : 監督伊丹万作、製作片岡千恵蔵プロダクション、1933年1月14日公開 - 鮫の政五郎
- 『己が罪 環』 : 監督畑本秋一、1933年1月14日公開 - 作兵衛
- 『長脇差風景』 : 監督犬塚稔、1933年2月15日公開 - 馬力の藤兵衛
- 『上州七人嵐』 : 監督滝沢英輔、1933年3月30日公開 - その父武信宗義
- 『盤嶽の一生』 : 監督山中貞雄、1933年6月15日公開 - 地主佐兵衛
- 『祇園しぐれ』 : 監督犬塚稔、1933年6月15日公開 - 父・宗吾
- 『娘十六』 : 監督大谷俊夫、1933年8月24日公開 - 大尉
- 『月形半平太』 : 監督伊藤大輔、1933年8月31日公開 - 藤岡九十郎
- 『青春無情』 : 監督鈴木重吉、1933年8月31日公開 - 雑誌社主・伊藤
- 『群盲有罪』 : 監督熊谷久虎、1933年10月12日公開 - 石崎剛太郎
- 『蒼眸黒眸』 : 監督鈴木重吉、1933年11月9日公開 - 槙直哉（その叔父）
- 『金色夜叉』 : 監督青山三郎、1933年12月8日公開 - 荒尾譲介
- 『若き日のなやみ』 : 監督大谷俊夫、1933年製作・公開 - 校僕・彦平（主演）
- 『心の太陽 前篇』 : 監督牛原虚彦、1934年2月15日公開 - 芳賀雄蔵
- 『丹下左膳 剣戟の巻』（『丹下左膳 第二篇 剣戟の巻』[8]） : 監督伊藤大輔、1934年3月29日公開 - 蒲生泰軒
- 『心の太陽 後篇』 : 監督牛原虚彦、1934年5月10日公開 - 芳賀雄蔵

### 日活京都撮影所
すべて製作は「日活太秦撮影所」、すべて配給は「日活」、特筆以外すべてサイレント映画である。
- 『忠臣蔵 刃傷篇 復讐篇』 : 監督伊藤大輔、応援監督伊丹万作・尾崎純、トーキー、1934年5月17日公開 - 岡島八十右衛門
- 『平手造酒』 : 監督西原孝、1934年6月15日（9月28日[8]）公開 - 千葉周作
- 『雨の佐太郎船』 : 監督池田富保、サウンド版、1934年8月1日公開 - 土手の甚三

### 日活多摩川撮影所
特筆以外すべて製作は「日活多摩川撮影所」、特筆以外すべて配給は「日活」、特筆以外すべてトーキーである。
- 『芸者三代記 明治篇』 : 監督千葉泰樹、サイレント映画、1934年11月1日（10月17日[8]）公開 - 陸軍少将・種田政明
- 『捕物五月雨格子』 : 監督久見田喬二、1934年10月25日公開 - 和泉屋久兵衛
- 『多情仏心』 : 監督阿部豊、製作日活・協同映画、1934年11月22日公開 - マツケンゼン
- 『日像月像』 : 監督阿部豊、製作協同映画・日活多摩川撮影所、1935年1月15日公開 - 父
- 『三つの真珠』 : 監督重宗務、サイレント映画、1935年2月14日公開 - 九頭龍鉄平
- 『召集令』 : 監督渡辺邦男、部分発声版、1935年3月14日公開 - 小田権作、73分尺で現存（NFC所蔵[11]）
- 『薔薇色の道』 : 監督春原政久、1935年4月18日公開 - 父・剛造、62分尺で現存（NFC所蔵[6]）
- 『恋愛人名簿』 : 監督大谷俊夫、サウンド版、1935年5月1日公開 - 一ノ瀬米蔵
- 『海国大日本』 : 監督阿部豊、製作日活・協同映画・太秦発声映画・ゼーオースタヂオ・日本ビクター、1935年5月27日公開 - 兵学校教官
- 『深夜の太陽』 : 監督倉田文人、サウンド版、1935年9月5日公開 - シスコの譲二
- 『緑の地平線 前篇』 : 監督阿部豊、1935年10月1日公開 - 吉井高一郎
- 『緑の地平線 後篇』 : 監督阿部豊、1935年10月9日公開 - 吉井高一郎
- 『明治一代女』 : 監督田坂具隆、製作日活・入江プロダクション、1935年11月1日公開 - 尾上菊五郎
- 『愛の二重唱』 : 監督吉村操、1935年製作・公開 - 西岡
- 『白衣の佳人』 : 監督阿部豊、製作入江プロダクション、1936年1月30日公開 - 餐庭
- 『人生劇場』（『人生劇場 青春篇』[8]） : 監督内田吐夢、1936年2月13日公開 - 岡部代議士
- 『試験地獄』 : 監督倉田文人、1936年3月19日公開 - 西岡健亮（主演）
- 『慈悲心鳥』 : 監督渡辺邦男、1936年7月1日公開 - 駒井新平
- 『日蝕は血に染む』 : 監督首藤壽久・森永健次郎、1936年7月18日公開 - 柴田編集局長
- 『魂』 : 監督渡辺邦男、1936年8月14日公開 - 二階堂
- 『女の階級』 : 監督千葉泰樹、1936年10月15日公開 - 父豪助
- 『高橋是清自伝 前後篇』 : 監督渡辺邦男、1936年11月19日公開 - 井上伯爵
- 『うちの女房にや髭がある』 : 監督千葉泰樹、1936年12月11日公開 - 千田社長
- 『丹下左膳 日光の巻』 : 監督渡辺邦男、製作日活京都撮影所、1936年12月31日公開 - 蒲生泰軒
- 『検事とその妹』 : 監督渡辺邦男、1937年1月14日公開 - 検事正
- 『新しき土』 : 監督アーノルド・ファンク/伊丹万作、製作ゼーオースタヂオ、配給東和商事映画部、1937年2月4日公開 - 神田耕作、114分尺で現存（NFC所蔵[6]）
- 『丹下左膳 愛憎魔剣篇』 : 監督渡辺邦男、製作日活京都撮影所、1937年4月1日公開 - 蒲生泰軒
- 『丹下左膳 完結咆吼篇』 : 監督渡辺邦男、製作日活京都撮影所、1937年4月30日公開 - 蒲生泰軒
- 『唐人お吉 黒船情話』 : 監督池田富保、製作日活京都撮影所、1937年6月17日公開 - ハリス
- 『街の旋風』 : 監督清瀬英次郎、1937年7月1日公開
- 『南国の歌』 : 監督首藤壽久、1937年7月8日公開 - 製糖会社社長・大野真一
- 『国境の風雲』 : 監督千葉泰樹・津田不二夫、1937年7月29日公開 - 工場長
- 『背広の王者』 : 監督清瀬英次郎、1937年9月1日公開 - 江間卯平
- 『夢の鉄兜』 : 監督清瀬英次郎、1937年9月8日公開 - 豊田中佐
- 『軍神乃木さん』 : 監督千葉泰樹、1937年9月13日公開 - 父・浪介
- 『時代の霧 前篇 春実の巻』 : 監督清瀬英次郎、1937年11月4日公開 - 駒井慎蔵
- 『時代の霧 後篇 静子の巻』 : 監督清瀬英次郎、1937年11月11日公開 - 駒井慎蔵
- 『あたし幸福よ』 : 監督千葉泰樹、1937年12月12日公開 - フランス軒親爺
- 『大金剛の譜』 : 監督水ヶ江龍一、1938年1月21日公開 - 父
- 『子は誰のもの』 : 監督春原政久、1938年2月1日公開 - 警部
- 『令嬢殺し犯人』 : 監督吉村廉、1938年2月10日公開 - 裁判長
- 『敵前渡河噫! 友田伍長』 : 監督伊賀山正徳、1938年2月17日公開 - 父・川村君男
- 『忠臣蔵 地の巻』 : 監督池田富保、製作日活京都撮影所、1938年3月31日公開 - 荘田下総守・村上喜剣（二役）、『忠臣蔵 天の巻 地の巻』の題で3分の断片のみが現存（NFC所蔵[6]）
- 『忠臣蔵 天の巻』 : 監督マキノ正博、製作日活京都撮影所、1938年3月31日公開 - 荘田下総守・村上喜剣（二役）、同上[6]
- 『軍国涙の母』 : 監督渡部恒次郎、1938年4月21日公開 - 高岡邦介（主演）
- 『人生劇場 残侠篇』 : 監督千葉泰樹、1938年7月1日公開 - 黒馬先生
- 『北へ帰る』 : 監督倉田文人、1938年9月15日公開 - 御手洗
- 『奥様御出勤』 : 監督春原政久、1938年9月22日公開 - 社長・江口
- 『愛しき面影』 : 監督吉村廉、1938年11月3日公開
- 『鉄火部隊』 : 監督田口哲、1938年12月1日公開 - 知事
- 『祖国の花嫁』 : 監督伊賀山正徳、1938年12月15日公開 - 小学校長
- 『制服の街 前篇』 : 監督春原政久、1939年2月1日公開 - 成田晋平
- 『制服の街 後篇』 : 監督春原政久、1939年2月8日公開 - 成田晋平
- 『遅咲きの花』 : 監督伊賀山正徳、1939年2月22日公開 - 尾形慶吉（主演）
- 『王政復古 担龍篇 双虎篇』 : 監督池田富保、製作日活京都撮影所、1939年3月30日公開 - 芹沢鴨
- 『我が家の大将』 : 監督吉村廉・春原政久・島耕二、1939年6月8日公開 - 浅井さん（主演）
- 『花園の天使』 : 監督千葉泰樹、1939年7月13日公開 - その父
- 『流れある街』 : 監督山本弘之、1939年8月10日公開 - 伊田徳右衛門
- 『空の彼方へ 前篇』 : 監督吉村廉・春原政久、1939年11月30日公開 - 伊達達平
- 『空の彼方へ 後篇』 : 監督吉村廉・春原政久、1939年12月15日公開 - 伊達達平
- 『女は泣かず 前篇 たそがれの巻』 : 監督田口哲、1940年3月14日公開 - 三田原健蔵
- 『女は泣かず 後篇』 : 監督田口哲、1940年3月14日公開 - 三田原健蔵
- 『歴史 第一部 動乱戊辰』 : 監督内田吐夢、1940年5月15日公開 - 丹羽丹波（家老）
- 『歴史 第二部 焦土建設・第三部 黎明日本』 : 監督内田吐夢、1940年5月30日公開 - 丹羽丹波（家老）
- 『大楠公』 : 監督池田富保、製作日活京都撮影所、1940年6月16日公開 - 北條高時
- 『山のロマンス娘』 : 監督田口哲、1940年8月1日公開 - 吉田貫造（主演）
- 『転落の詩集』 : 監督島耕二、1940年8月8日公開 - 警察署長
- 『風雲将棋谷 前篇』 : 監督荒井良平、製作日活京都撮影所、1940年8月15日公開 - 黒眼和尚
- 『風雲将棋谷 完結篇』 : 監督荒井良平、製作日活京都撮影所、1940年9月12日公開 - 黒眼和尚
- 『織田信長』（戦後改題『風雲児信長』） : 監督マキノ正博、製作日活京都撮影所、1940年11月14日公開 - 斎藤道三、91分尺で現存（NFC所蔵[6]）
- 『将軍と参謀と兵』（戦後改訂新版『戦争と将軍』） : 監督田口哲、1942年3月7日公開 - 安藤兵団長